# Operação Crédito Podre
Operação Crédito Podre foi uma operação da Polícia Federal (PF) deflagrada em dezembro de 2022 para desarticular um esquema de lavagem de dinheiro e estelionato. As ações foram realizadas em conjunto com a PF e o Ministério Público Federal (MPF).
Policiais federais, agentes da Receita Federal e membros do MPF fizeram uma operação contra um esquema de venda de créditos fraudulentos e inexistentes para compensação de dívidas tributárias de empresas, com cumprimento de cinco mandados de prisão preventiva e 14 de busca e apreensão. Para a execução do "serviço", a associação criminosa cobrava das vítimas de 40 a 60 por cento do valor dos débitos a serem compensados. De acordo com as investigações, o principal responsável pela fraude contava com a ajuda de parentes, uma advogada e "laranjas" para ocultar a origem ilícita dos recursos recebidos.
Foram presos na operação Wanderson Moraes Coutinho, Gustavo Moraes Coutinho (irmão de Wanderson), Pamela das Chagas Coutinho (filha de Wanderson) e a advogada Daniele Fernandes Matheus. Na casa de Wanderson na Barra da Tijuca, Zona Oeste do Rio de Janeiro, a polícia apreendeu um fuzil, munição e dinheiro. Dois dias depois a Justiça Federal do Rio concedeu habeas corpus ao Wanderson, um dos principais alvos.
Além dos mandados, a justiça federal do Rio expediu ordens de bloqueio e sequestro de bens que ultrapassam 100 milhões de reais, em razão dos prejuízos causados à União e a terceiros. No dia 27 de setembro de 2024, a PF prendeu um homem foragido operação por descumprir as medidas impostas pela Justiça, que permitiam que respondesse ao processo em liberdade. A ação ocorreu em um condomínio de luxo na Barra da Tijuca.